# 2 ワールドトレードセンター
2 ワールドトレードセンター（英語: Two World Trade Center, 2 WTC）は、ワールドトレードセンター跡地に建設予定の超高層ビル。所在地の「グリニッジ通り200号」にちなみ200 グリニッジ・ストリート（200 Greenwich Street）ともいう。
この建物の名前は旧ワールドトレードセンターの南館と同じ名前である。

## 概要
当初の2WTCの設計者はノーマン・フォスター卿。屋上までの高さは387m、最頂部までの高さは411m、79階建てであった。頂上が斜めにカットされており、4つの菱形の断面が特徴なビルであった。これは、ワールドトレードセンター再建案の設計者であるダニエル・リベスキンドの、「ツインタワーのあった場所の周囲に高層ビルを配置し、毎年9月11日には、同時多発テロの際の旅客機のビル衝突時刻からビルの崩壊時刻までの間にはツインタワー跡地にビルの影が落ちないようにする」というコンセプトを踏襲したものだった。
ビルの完成年度は、当初は2015年から2016年の間に予定されていたが、2008年の世界金融危機の影響により、テナントの決まっていなかった2WTCは工事が中断した。その後、2013年までの間に地表までの高さの基礎工事は完成したものの、ビル工事は長らく再開されなかった。
フォスターの当初案は、建築家ビャルケ・インゲルスが率いるビャルケ・インゲルス・グループ社（BIG）により手直しが続いていた。しかし2014年、新たなテナントとして浮上したニューズ・コープと21世紀フォックスは、フォスター案は金融機関の入居するビルならともかく、メディアグループの本社にはふさわしくないと主張して、ビャルケ・インゲルスとBIGに全く新しいデザインによる再設計を依頼し、2015年に新設計案が明るみに出た。新しい案では、ビルは7つの直方体をずらしながら積み上げていくような形になり、それぞれの直方体は異なるテナントの活動に合わせて設計される。直方体をずらした部分には空中庭園ができる。完成時の高さは408m（1,340フィート)を予定していた。
しかし2016年にニューズ・コープと21世紀フォックスが当面巨額の投資をやめて現本社のあるロックフェラーセンターから移動しないことを決め、キーテナントを失ったビルの将来は不安定になった。開発業者のラリー・シルバースタインは将来のキーテナント次第でフォスター案にするかインゲルス案にするか決めることになると述べている。2020年に入り、シルバースタインはフォスターと当初案のアップデートについての話し合いを進めていることを公表している。2021年には、シルバースタインはフォスター・アンド・パートナーズが再度設計を行い、世界一健康で持続可能な建物にすることを目指していると述べ、2022年にはフォスターの新たなデザイン案が発表された。新しいデザインは、ガラス張りの細い超高層ビルを束にしたような形となり、チャーチ・ストリートに面した部分から西側に向かうにつれて徐々に高くなるようになっている。各ビルは数層に分節され、層と層の間および屋上には緑化がなされる予定である。